# Phyrella tenera
Phyrella tenera is een zeekomkommer uit de familie Phyllophoridae.
De wetenschappelijke naam van de soort werd in 1875 gepubliceerd door Hubert Ludwig.